# 纳波莱奥内·费拉拉

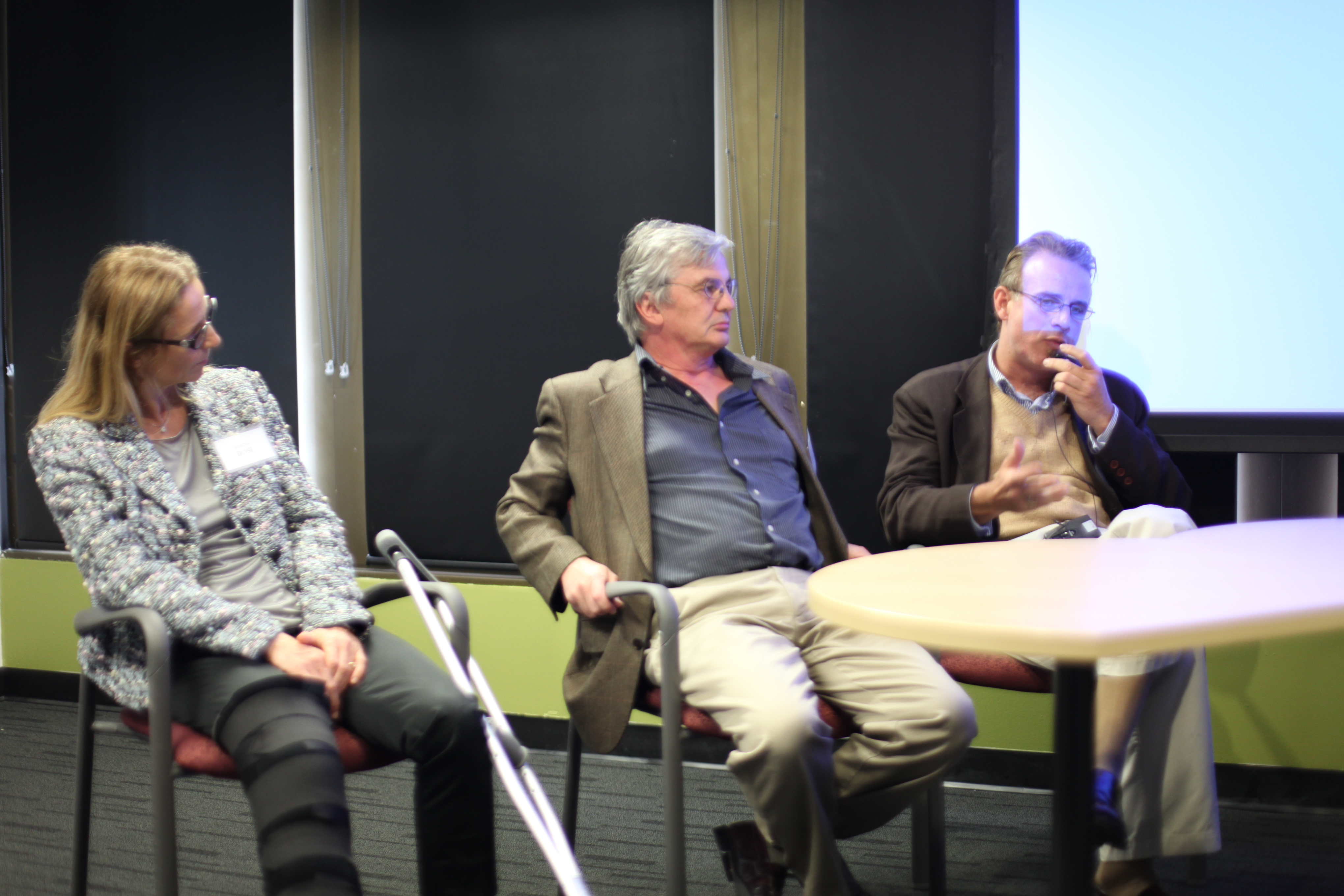
纳波莱奥内·费拉拉（中）

纳波莱奥内·费拉拉（意大利语：Napoleone Ferrara，1956年7月26日—），出生于意大利卡塔尼亚，意大利血管生成研究人员，任职于加利福尼亚州的生物技术公司基因泰克。

## 生平
他于1981年毕业于卡塔尼亚大学，后进入大学医院妇产科，成为生殖内分泌部研究助理。1983年加入旧金山加州大学。1985年加入俄勒冈健康与科学大学。1988年加入基因泰克。2006年入选美国国家科学院。
他发现了血管内皮生长因子，制作了第一个血管内皮生长因子(VEGF)抗体，能够抑制多种肿瘤的生长。这些结果有助于发展第一例临床上可用抗肿瘤血管生成抑制剂药物贝伐单抗（商品名安维汀），防止新血管的生长成固体肿瘤，这已成为多种癌症的标准治疗的一部分。费拉拉的工作也导致兰尼单抗的发展，这是一种非常有效的防止视力减退、眼内新生血管性疾病的药物。2010年获拉斯克临床医学研究奖。